# Zaibatsu
Al Japó, el terme zaibatsu (財閥) defineix un gran grup d'empreses que estan presents a gairebé tots els sectors de l'economia. Les empreses que formen un zaibatsu solen formar part de l'accionariat d'altres empreses del grup amb participacions creuades.
Els Estats Units van voler desmantellar-los degut a l'actiu paper que van tenir durant la Segona Guerra Mundial. Els zaibatsu no van desaparèixer sinó que es van transformar, amb una estructura diferent que actualment rep el nom de keiretsu.
Alguns dels principals zaibatsu són: Mitsubishi, Mitsui, Sumitomo, Itochu, Marubeni, Nichimen, o Kanematsu.